# ولیچانی
ولیچنی (به لاتین: Veličani) یک منطقهٔ مسکونی در بوسنی و هرزگوین است که در تربینیه واقع شده‌است.